# قورباغه اینگری
قورباغه اینگری (نام علمی: Leptobrachium ingeri) ، نام یک گونه از سرده قورباغه‌های بادپای شرقی است.